# Magyar nyelvű rádiócsatornák listája
Ez a magyar nyelven, Magyarországon belül vagy kívül elérhető rádióadók listája a valaha létezett, de már megszűnt, az átnevezett és a tervezett, de el nem indult rádiós adókat is tartalmazza. Az üzemelő csatornák vastag, a teljesen megszűnt vagy a tervezés alatt álló, illetve a tervezett, de el nem indult csatornák neve normál betűvel van szedve. Az átnevezett csatornák dőlt betűvel vannak feltüntetve. A Magyarországon nem fogható, de magyar nyelvű rádióadók *-gal, az időszakos rádiók **-gal vannak jelölve.

## A, Á
| Név                | Profil                | Vételi terület                                  | Megjegyzés |
| ------------------ | --------------------- | ----------------------------------------------- | --- |
| Abakusz Rádió      | Kisközösségi          | Hajdúböszörmény                                 | |
| Abszolút FM 97.3   | Könnyűzene            | Göd és környéke                                 | 2008 és 2011 között működött a gödi 97,3 MHz-en. Frekvenciáját a Mária Rádió vette át. |
| Agnus Rádió*       | Református            | Kolozsvár                                       | |
| Aktív Rádió        | Könnyűzene            | Szolnok, Tiszakécske, Karcag és környékük       | |
| Alföld Rádió       | Könnyűzene            | Békéscsaba és környéke                          | A Csaba Rádióval osztott frekvencián 4-12-ig sugározta műsorát. A frekvencián jelenleg a Rádió 1 sugároz. |
| Alisca Rádió       | Könnyűzene            | Baja, Dunaföldvár, Paks, Szekszárd és környékük | 2010. augusztus 23-án beolvadt a Rádió 1 hálózatába, ezáltal megszűnt. |
| All In Party Rádió | Ifjusági              | Szeged és környéke                              | |
| Alpha Rádió        | Kisközösségi, jazz    | Székesfehérvár                                  | 2014. május 9-én indult. |
| Amadeus Rádió      | Retro                 | Szolnok és környéke                             | 2011. április 1-én indult. 2021. április 1-én beolvadt a Best FM hálózatába, ezáltal megszűnt. |
| Aqua Rádió         | Könnyűzene            | Barcs és környéke                               | A Dráva Hullám elődje. |
| Arany Rádió        | Könnyűzene            | Nagykőrös és környéke                           | A Gong Rádióval osztott frekvencián sugárzott 18:00 és 06:00 között. |
| A ROCK             | Rock zene             | Budapest és környéke, online                    | 2021. december 1-én tesztadásként, hivatalosan pedig 14 nappal később délelőtt 10-kor indult a budapesti 103,9 MHz-en, amit korábban a Rádió 1, a Juventus Rádió és a Sláger FM használt. A 103,9 Rock FM elődje. |
| Árkádia Rádió      | Könnyűzene, magazinok | Makó és környéke                                | 2003-ban indult és 2014. január 17-én 17:00-kor szűnt meg. |
| Árvízvédelmi Rádió | Árvíz                 | Országos                                        | Alternatív neve: Árvíz FM. 2013-ban mindössze néhány hétig üzemelt a Neo FM (korábban Sláger Rádió) egykori frekvenciacsomagján.                                                                                  |

## B
| Név                | Profil            | Vételi terület | Megjegyzés |
| ------------------ | ----------------- | --- | --- |
| Bajai Rádió        | Könnyűzene        | Baja és környéke | 1990-ben indult, az egyik első magyarországi kereskedelmi rádió. |
| Base FM            | Hip-hop, Rap, R&B | Budapest és környéke | 2022. január 25.-én indult a budapesti 96,4 MHz-en, amit korábban a Roxy Rádió és a Rádió 1 használt. |
| Balatonica Rádió   | Chillout          | Online | |
| Balaton Rádió      | Könnyűzene        | Siófok | 2012. januárjában indult a siófoki 88,7 MHz-en. |
| Baranya Rádió      | Könnyűzene        | Mohács és környéke | 2013. november 11-én megszűnt. Frekvenciáját a Rádió 1 vette át. |
| Bartók Rádió       | Komolyzene        | Országos | |
| BDPST ROCK Rádió   | Rock zene         | Online | Alternatív neve: BDPST ROCK. |
| Beach Rádió        | Könnyűzene        | Békés és környéke | Frekvenciáját 1995 és 2021 között a Torony Rádió használta. Ezen a frekvencián jelenleg semmi sem szól. |
| Beat               | Könnyűzene        | Online | |
| Berettyó Rádió     | Kisközösségi      | Berettyóújfalu | |
| Berzsenyi Rádió    | Kisközösségi      | Szombathely | |
| Best FM            | Könnyűzene        | Budapest, Dunaújváros, Eger, Pécs, Székesfehérvár, Szolnok, Velence, Zalaegerszeg és környékük (hálózatos adás) Debrecen, Nyíregyháza és környékük (helyi adások) | Elsőként 2012-ben, Debrecenben jelent meg a Rádió FM95 utódjaként. Később, 2018-ban és 2019-ben indult el adása a másik öt városban. 2021. április 1-től hálózatosan működik, azonban a debreceni és a nyíregyházi adás továbbra is önállóan, a hálózattól függetlenül üzemel. |
| Best of Rock FM    | Rock zene         | Százhalombatta, Törökbálint, Zsámbék és környékük | 2013. szeptember 23-án megszűnt. A törökbálinti frekvencián jelenleg a Mária Rádió sugároz, a százhalombattai és a zsámbéki frekvencián jelenleg semmi sem szól. |
| Best of Rock Rádió | Rock zene         | Online | |
| BIAS Rádió         | Retro             | Online | 2021. április 1-én indult. |
| BMC Rádió          | Könnyűzene        | Győr és környéke | Későbbi nevei: Oxygen FM, Ozone FM. A frekvencián jelenleg a Rádió 1 sugároz. |
| Budaörs Rádió      | Könnyűzene        | Budaörs és környéke | Először 2007-ben indult a 104,8 MHz-en és 2019. április 11-én 00:00-kor szűnt meg. 2022. július 20-án újraindult. |
| Budapest Rádió     | Könnyűzene        | Budapest és környéke | 2001-ben indult. Frekvenciáját 2006 és 2008 között a Pont FM, 2008 és 2011 között a Rise FM, 2011 és 2012 között a Radio Face használta, 2012-től pedig az Inforádió sugároz rajta.                                                                                            |
| Buddha FM          | Buddhizmus        | Országos | |

## C
| Név              | Profil                          | Vételi terület                                                               | Megjegyzés |
| ---------------- | ------------------------------- | ---------------------------------------------------------------------------- | --- |
| Callisto Rádió   | Popzene                         | Online                                                                       | |
| Calypso Rádió    | Könnyűzene                      | Budapest és környéke                                                         | 1989. május 22-én indult és 2002-ben szűnt meg. Frekvenciáját a Nemzetiségi Rádió vette át. |
| Campus Rádió     | Könnyűzene                      | Debreceni Egyetem                                                            | |
| Cegléd Rádió     | Könnyűzene                      | Cegléd és környéke                                                           | A Cegléd Rádió 88 utódja |
| Cervinus Rádió   | Közszolgálati                   | Szarvas és környéke                                                          | |
| Christmas FM**   | Karácsonyi dalok                | Online                                                                       | Csak november 1. és január 8. között üzemel. |
| Cinemax FM       | Mozizene és produkciós zene     | Országos                                                                     | A Cinemax televíziós csatorna rádiós változata. |
| City FM          | Könnyűzene                      | Berettyóújfalu, Debrecen, Derecske, Hajdúböszörmény, Hajdúnánás és környékük | A hajdúböszörményi és hajdúnánási frekvencián jelenleg a Rádió 1 sugároz. |
| City Rádió 1602  | Könnyűzene                      | Siófok és környéke                                                           | 1995-ben indult a siófoki 1602 kHz-en. |
| City Rádió*      | Könnyűzene                      | Szatmárnémeti és környéke                                                    | 2005. május 7-én indult. |
| Civil Rádió      | Nonprofit közösségi             | Online                                                                       | Budapesti frekvenciáját 2019. decemberében veszítette el, azóta csak interneten fogható. |
| Class FM         | Könnyűzene                      | Országos                                                                     | 2009. november 19-én indult a Danubius Rádió egykori frekvenciacsomagján. Az analóg adás 2016. november 19-én, míg az online adása 2018. október 29-én szűnt meg. Frekvenciáit a Retro Rádió vette át. |
| Club Dance Radio | Elektronikus zene               | Online                                                                       | |
| Club Rádió       | Könnyűzene                      | Székesfehérvár és környéke                                                   | A frekvencián jelenleg a Vörösmarty Rádió sugároz. |
| Cool FM          | Könnyűzene                      | Online                                                                       | |
| Corvinus Rádió   | Hírek, politika                 | Sopron és környéke                                                           | 2003-ban indult. A frekvencián jelenleg a Magyar Katolikus Rádió sugároz. |
| Credo Rádió      | Evangélikus egyházi             | Szombathely                                                                  | 2014 augusztusában indult és 2022. december 31.-én 20:00-kor szűnt meg. Ezen a frekvencián jelenleg semmi sem szól.                                                                                    |
| Crazy FM         | Kisközösségi, Fiataloknak szólt | Miskolc                                                                      | Fiataloknak szólt. 2010.10.10.-én szólalt meg a 88,7 MHz frekvencián a rádió 2013.-ban arculat váltás után Code Fm- néven sugárzott tovább 2018.12.31-ig. A 88,7 MHz-en a mai napig nem sugároz rádió. |

## Cs
| Név               | Profil                | Vételi terület         | Megjegyzés |
| ----------------- | --------------------- | ---------------------- | --- |
| Csaba Rádió       | Könnyűzene            | Békéscsaba és környéke | 1993 áprilisában indult az FM 104 MHz-es frekvencián. 2017. november 1-től hálózatba kapcsolódott a Rádió 1-gyel, egy év szünet után a hálózati adás ellenére 2018. november 28-tól a 88,9 MHz-es frekvencián folytatja adását. |
| Csillaghang Rádió | Kisközösségi          | Budapest XX. kerülete  | |
| Csillagpont Rádió | Életmód               | Miskolc és környéke    | 2010-ben indult közösségi rádióként a miskolci 94 MHz-en. 2017-től a 103 MHz-en sugároz, amit korábban a Sztár FM használt. |
| CsongRádió        | Könnyűzene            | Csongrád és környéke   | A Gong Rádióval osztott frekvencián sugárzott 14:00 és 18:00 valamint 22:00 és 06:00 között. |
| Csukás Meserádió  | Gyerekmesék és -zenék | Online                 | Az MTVA, valamint az ország első és egyetlen meserádiója, amely 2024. szeptember 1-én éjfélkor indult. |

## D
| Név                        | Profil                                                      | Vételi terület                             | Megjegyzés |
| -------------------------- | ----------------------------------------------------------- | ------------------------------------------ | --- |
| Dance Wave!                | Elektronikus zene                                           | Online                                     | Magyar szavak nem hallhatóak az elektronikus zenéket sugárzó rádióadóban. |
| Dankó Rádió                | Klasszikus magyar nóták, cigányzenék, operettetek, népdalok | Országos                                   | Az egykori Neo FM és Régió Rádió frekvenciáin sugároz 2012 óta. |
| Danubius Rádió (1986-2010) | Könnyűzene                                                  | Országos                                   | Az egyike volt az első magyarországi kereskedelmi rádióknak. Kezdetben németül is, később már csak magyar nyelven sugárzott. Itt lett ismert többek között Bochkor Gábor és Abaházi Csaba is. 2009-ben elvesztette országos frekvenciáját, így több mint 20 év után megszűnt. Frekvenciáit 2009 és 2016 között Class FM használta, 2018-tól pedig a Retro Rádió sugároz rajta. 2021. február 1-től ismét hallható rádióadás ezen a néven, ugyanis a Nonstop Rádió felvette az egykori országos rádió nevét. |
| Danubius Rádió (2021-)     | Könnyűzene                                                  | Online                                     | 2017. augusztus 1-én indult Nonstop Rádió néven, majd 2021. február 1-én felvette az egykori országos rádió nevét. |
| Deejay Rádió               | Elektronikus zene                                           | Online                                     | |
| Diák Rádió Edelény         | Kisközösségi                                                | Edelény                                    | |
| Dió Rádió                  | Könnyűzene                                                  | Eger, Gyöngyös, Hatvan, Heves és környékük | 1996. április 27-én indult és 2016. június 6-án 20 év után szűnt meg. |
| Disco*s Hit                | Elektronikus zene                                           | Online                                     | Bárány Attila saját fenntartású online rádiója volt, amely kizárólag a producer csapatának, a Disco*s hit-nek a mixeit sugározta. 20 és 24 óra között hallható elő műsorfolyamát az egykori hálózati és jelenleg csak interneten fogható Ozone FM és több más, vidéki rádió is adta. 2017-ben, a Rádió 1 újraindulásával szűnt meg. |
| Dominó Rádió               | Könnyűzene                                                  | Dunaújváros és környéke                    | A frekvencián jelenleg Hír FM sugároz. |
| Dráva Hullám               | Könnyűzene                                                  | Barcs és környéke                          | Az Aqua Rádió utódja. 2023. október 17-én hallgatott el. |
| Duna Rádió                 | Könnyűzene                                                  | Szentendre és környéke                     | 1995-ben indult és 1998. december 31-én 18:00-kor szűnt meg. A Pilis Rádióval osztott frekvencián 6-18-ig sugározta műsorát. |
| Dunaferr Rádió             | Közszolgálati                                               | Dunaújváros és környéke                    | A frekvencián jelenleg Hír FM sugároz. |
| Dunakanyar FM              | Könnyűzene                                                  | Vác és környéke                            | 2017. március 1-én a 94,1 MHz-en indult és 2021-ben szűnt meg. |
| Dunakanyar Rádió           | Könnyűzene                                                  | Vác és környéke                            | 2001. márciusában indult és 2006. április 26.-án 15 órakor szűnt meg. |
| Duna Tisza Rádió           | Könnyűzene                                                  | Online                                     | |
| Duna World Rádió           | Nemzetközi                                                  | Online és műholdon                         | A Duna World-ön alapuló műholdas és internetes rádió volt. 2012. február 27-én indult, és 2024. június 13.-án szűnt meg. |

## E, É
| Név                         | Profil                | Vételi terület                                                                         | Megjegyzés |
| --------------------------- | --------------------- | -------------------------------------------------------------------------------------- | --- |
| Egerszeg European Hit Radio | Könnyűzene            | Zalaegerszeg és környéke                                                               | 2003 szeptemberében indult a zalaegerszegi 92,9 MHz-en. 2010-ben megszűnt. Frekvenciáját a Magyar Katolikus Rádió vette át.                                  |
| Egerszeg Rádió              | Könnyűzene            | Zalaegerszeg és környéke                                                               | 2015. október 5-én indult. 2017 októberétől hálózatba kapcsolódott a Rádió 1-el. 2019. január 11-én 00:00-kor a Helikon Rádió megszűnése miatt újraindult.   |
| El-Do Rádió                 | Könnyűzene            | Dunaújváros és környéke                                                                | 1997. június 24-én indult és 2013. augusztus 10-én szűnt meg. Frekvenciáját 2018 és 2021 között a Rádió 1 használta, 2021-től pedig a Best FM sugároz rajta. |
| Első Pesti Egyetemi Rádió   | Egyetemi              | ELTE BTK, a Múzeum körút 1 km-es környéke                                              | |
| Enjoy Rádió                 | Könnyűzene            | Kaposvár és környéke                                                                   | 1992-ben indult és 2012 nyarán szűnt meg. Frekvenciáját a Rádió Most vette át.                                                                               |
| Európa Rádió                | Református            | Debrecen, Kisújszállás, Miskolc, Mezőkövesd, Nyíregyháza, Sátoraljaújhely és környékük | A szegedi adás 2017. november 7-én 17:00-kor megszűnt, frekvenciáját a Rádió 1 vette át.                                                                     |
| Érd FM 101.3                | Könnyűzene, magazinok | Érd és környéke                                                                        | 2014. február 23-án indult és 11 év után 2025. április 15-én szűnt meg.                                                                                      |
| Erdély FM*                  | Ifjúsági              | Csíkszereda, Marosvásárhely és környékük, online                                       | |
| EstFM 98.6                  | Ifjúsági              | Budapest és környéke                                                                   | 2000. július 1-én indult. A Radiocafé 98.6 elődje. |
| EXPO Rádió 2000             | Könnyűzene            | Pécs és környéke                                                                       | A frekvencián jelenleg a Rádió 1 sugároz. |
| Ezerjó Rádió                | Könnyűzene            | Mór és környéke                                                                        | A frekvencián jelenleg a Magyar Katolikus Rádió sugároz. |

## F
| Név                       | Profil                                                                                 | Vételi terület                             | Megjegyzés |
| ------------------------- | -------------------------------------------------------------------------------------- | ------------------------------------------ | --- |
| Fehérvár Rádió            | Könnyűzene                                                                             | Székesfehérvár és környéke                 | 1994. október 8.-án indult a 94,5 MHz-en. Frekvenciáját 2018 és 2021 között a Rádió 1 használta. Ezen a frekvencián jelenleg semmi sem szól. |
| Fezen Rádió               | Rock zene                                                                              | Székesfehérvár                             | |
| Fiksz Rádió               | Kalózrádió                                                                             | Budapest és környéke                       | Vasárnaptól keddig 10-22-ig sugározta műsorát a 98 MHz-en. |
| FM1 Rádió                 | Kisközösségi                                                                           | Miskolc                                    | |
| FM 7                      | Könnyűzene                                                                             | Eger, Gyöngyös, Hatvan és környékük        | 2014. március 28-án indult. A gyöngyösi és hatvani 2018 október 1-én, míg az egri adás 2019. június 19-én szűnt meg, az előbbi frekvenciáját a Rádió 1, míg utóbbiét a Best FM vette át. 2021. május 5.-én 00:00-kor a hatvani adás a budapesti 89,5 MHz miatt megszűnt. Így a rádió csak Gyöngyösön és Egerben hallható. A hatvani frekvencián jelenleg semmi sem szól. |
| Fordan-Zengő Rádió        | Információk, közszolgálati műsorok                                                     | Pécs és környéke                           | 1996 és 2001 között sugárzott a pécsi 101,2 MHz-es frekvencián. |
| Forrás Média Online Rádió | Vallás                                                                                 | Online                                     | |
| Forrás Rádió              | Könnyűzene                                                                             | Esztergom, Komárom, Tatabánya és környékük | A Radír Rádió utódja. |
| Fortuna Rádió             | Könnyűzene                                                                             | Tolna, Fejér és Bács-Kiskun megyék         | A Paks FM elődje. |
| FRESH FM                  | Ifjusági                                                                               | Online                                     | |
| Fresh Rádió               | Könnyűzene                                                                             | Kiskőrös és környéke                       | Frekvenciáját 2014 és 2015 között a Ozone FM használta, 2020-tól pedig a Rádió 97 sugároz rajta. |
| Friss FM                  | Könnyűzene, hírek, közélet, oktatás, gasztronómia, kultúra, szórakoztatás, egészségügy | Kisvárda, Sepsiszentgyörgy és környéke     | 2014. március 10-én indult a kisvárdai 89,6 MHz-es frekvencián, majd 2017 februárjában átköltözött a 93,4 MHz-re. Sepsiszentgyörgyön is hallható egy azonos nevű rádió más műsorsávval és műsorvezetőkkel. |
| Frisss FM                 | Könnyűzene                                                                             | Szombathely és környéke                    | 2012 szeptemberében indult és 2017 október 15-én szűnt meg. Helyét a Rádió 1 vette át. |
| Friss Rádió               | Könnyűzene                                                                             | Debreceni Egyetem                          | 2002 januárjában indult és 2013 októberében szűnt meg. A frekvencián jelenleg a Campus Rádió sugároz. |
| Folkrádió                 | Népdalok                                                                               | Online                                     | |
| Fox Radio*                | Könnyűzene                                                                             | Törökbecse és környéke                     | |
| Fúzió Rádió               | Kisközösségi                                                                           | Budapest XI. kerülete                      | |

## G
| Név             | Profil                                                             | Vételi terület                                                         | Megjegyzés |
| --------------- | ------------------------------------------------------------------ | ---------------------------------------------------------------------- | --- |
| Gazdasági Rádió | Üzlet                                                              | Budapest és környéke                                                   | A Trend FM elődje. Frekvenciáját 2016 és 2021 között a Karc FM használta, 2022-től pedig a Sportrádió sugároz rajta. |
| Gépész Rádió    | Hírek, zene, élő közvetítések, online adások, oktatási információk | Kaposvári Eötvös Loránd Műszaki Szakközépiskola                        | |
| Gerilla Rádió   | Közösségi                                                          | Dunaújváros és környéke                                                | A médiatörvény változása után a rádió nem volt képes teljesíteni a közösségi adó feltételeit, ezért 2012-ben megszűnt. Frekvenciáját 2012 és 2018 között a Lánchíd Rádió használta, 2020-tól pedig a Karc FM sugároz rajta. |
| Gold FM         | Retro                                                              | Online                                                                 | |
| Gondola Rádió   | Könnyűzene                                                         | Velence és környéke                                                    | Frekvenciáját 2019 és 2021 között a Rádió 1 használta, 2021-től pedig a Best FM sugároz rajta. |
| Gong Rádió      | Könnyűzene                                                         | Baja, Csongrád, Gyömrő, Kecel, Kecskemét, Nagykőrös, Solt és környékük | Alternatív neve Gong FM. 1995-ben indult tesztadásként, majd hivatalosan 1996. jaunár 12-én indult. 27 év után 2023. december 14-től (a gyömrői adás kivételével) hálózatba kapcsolódott a Rádió 1-el, ezáltal megszűnt.    |

## Gy
| Név         | Profil     | Vételi terület    | Megjegyzés                                   |
| ----------- | ---------- | ----------------- | -------------------------------------------- |
| Győr+ Rádió | Könnyűzene | Győr és környéke. | Győr saját rádiója.                          |
| Gyula Rádió | Könnyűzene | Gyula és környéke | A frekvencián jelenleg a Mega Rádió sugároz. |

## H
| Név              | Profil                                                                 | Vételi terület          | Megjegyzés |
| ---------------- | ---------------------------------------------------------------------- | ----------------------- | --- |
| Ha-Jó Rádió      | Könnyűzene                                                             | Vaja és környéke        | 2004-ben indult. |
| Hajdú 7 Rádió    | Kisközösségi                                                           | Hajdúböszörmény         | |
| Halas Rádió      | Közösségi                                                              | Kiskunhalas és környéke | |
| Harangszó Rádió* | Vallás                                                                 | Nagyvárad               | |
| Hazafi Rádió     | Könnyűzene, ismeretterjesztő-, hír-, valamint politikai elemző műsorok | Online                  | 2006. áprilisára áthidalhatatlanná váló belső szakmai ellentétek miatt a szerkesztők egy része kivált és Turner Gábor vezetésével megalapította a Szent Korona Rádiót. A Hazafi Rádió nem sokkal később, 2006. május 1-jétől bizonytalan időre felfüggesztette adását. |
| Helikon Rádió    | Könnyűzene                                                             | Zala megye              | Keszthely, Nagykanizsa, Zalaegerszeg azaz Zala Megye rádiója volt. 2018 novemberében a nagykanizsai, míg 2019 januárjában a keszthelyi és a zalaegerszegi frekvenciás adás elhallgatott. A frekvenciákon jelenleg a Rádió 1 sugároz.                                   |
| Hitradio H1      | Könnyűzene                                                             | Online                  | 2023-ban indult. Zenei stílusát főleg a Pop, Rock, EDM és DnB zenék jellemzik. Felélesztette az egykori Music Fm esti DJ show-ját, a Music Killers-t. |
| Hit Rádió        | Könnyűzene, istentisztelet                                             | Online                  | |
| Híd Rádió        | Könnyűzene                                                             | Telkibánya és környéke  | A frekvencián jelenleg a Mária Rádió sugároz. |
| Hír FM           | Hírek, politika                                                        | Országos                | A Karc FM utódja. |

## I
| Név                 | Profil          | Vételi terület               | Megjegyzés |
| ------------------- | --------------- | ---------------------------- | --- |
| Ikva Rádió          | Könnyűzene      | Sopron és környéke           | |
| Inforádió           | Hírek, politika | Budapest és környéke, online | 2000. október 2-án indult a budapesti 95,8 MHz-es frekvencián, majd 2012. szeptember 1-én átköltözött a 88,1 MHz-re. A 95,8 MHz-en jelenleg a Sláger FM adása hallható. |
| Infórum Rádió       | Kereskedelmi    | Vác és környéke              | |
| István Király Rádió | Kisközösségi    | Bácsa                        | |

## J
| Név                        | Profil            | Vételi terület               | Megjegyzés |
| -------------------------- | ----------------- | ---------------------------- | --- |
| Jam Rádió                  | Könnyűzene        | Veszprém és környéke         | 1995. július 15-én indult. A Méz Rádió elődje.                                                                |
| Jazz Rádió                 | Jazz              | Online és műholdon           | 2000-ben indult.                                                                                              |
| Jazzy                      | Jazz              | Budapest és környéke, online | 2007-ben indult, és 2022 december közepén Jazzy néven sugároz tovább.                                         |
| Just4Music rádió           | Elektronikus zene | Online                       | 2024.05.1-én indult és interneten érhető el. Helyi Miskolci rádióként van jelen. A rádió a mai napig működik. |
| Joker Rádió                | Kereskedelmi      | Dombóvár és környéke         | Frekvenciáját 2022 és 2023 között a Rádió Plusz használta. Ezen a frekvencián jelenleg semmi sem szól.        |
| Juventus Rádió (1989–2015) | Könnyűzene        | Budapest és környéke         | A Sláger FM elődje.                                                                                           |
| Juventus Rádió (2022–2023) | Chillout popzene  | Online                       | 2022. április 4-én indult. A Youventus Rádió elődje.                                                          |

## K
| Név                        | Profil                                            | Vételi terület                                                                   | Megjegyzés |
| -------------------------- | ------------------------------------------------- | -------------------------------------------------------------------------------- | --- |
| K1                         | Kereskedelmi                                      | Kaposvár és környéke                                                             | 2007. november 8-án indult. Frekvenciáját 2014 és 2018 között a Lánchíd Rádió használta, 2020-tól pedig a Hír FM sugároz rajta. |
| Kábel Rádió                | Közösségi                                         | Komárom és környéke                                                              | 1996. szeptember 13-án indult. |
| Kanizsa Rádió              | Könnyűzene                                        | Nagykanizsa és környéke                                                          | 2005 decemberében indult a 98,6 MHz-en, 2008-ban átköltözött a 95,6 MHz-es frekvenciára, 2011 júliusában megszűnt. Frekvenciáját 2011 és 2018 között a kanizsai Helikon Rádió használta, 2019-től pedig a Rádió 1 sugároz rajta. A 98,6 MHz-es frekvencián jelenleg semmi sem szól. |
| Karc FM                    | Politika                                          | Országos                                                                         | 2016-ban indult a 105,9 MHz-es frekvencián. A 105,9-es frekvenciát a 2021-es 95,3 MHz-es frekvencia váltásig használta. A 105,9 MHz-es frekvencián jelenleg a Sportrádió adása hallható. A Hír FM elődje.                                                                           |
| Karcag FM                  | Könnyűzene                                        | Karcag                                                                           | |
| Kapos Rádió                | Könnyűzene                                        | Kaposvár és környéke                                                             | Adása 1995-ben indult, a frekvencián jelenleg a Rádió 1 sugároz. |
| Kék Duna Rádió             | Észak-Dunántúli regionális rádió                  | Esztergom, Győr, Komárom, Tatabánya és környékük (1996-2017), online (1996-2020) | Analóg adás 2017. június 30-án, míg az online csatornái 3 év után szűntek meg. |
| Keleti Főcsatorna Rádió    | Kereskedelmi                                      | Hajdúböszörmény és környéke                                                      | 1995-ben indult. Frekvenciáját 2008 és 2010 között a Rádió Fun használta, 2018-tól pedig a Rádió 1 sugároz rajta. |
| Kerepes Rádió              | Kisközösségi                                      | Kerepes                                                                          | |
| Kínai Nemzetközi Rádió     | Hírek, kulturális, tudományos és közéleti műsorok | Globális (rövidhullám)                                                           | A Kínai Nemzetközi Rádió magyar nyelvű adása. Rövidhullámon a 7390 kHz-en, 7445 kHz-en, 9585 kHz-en, 15 220 kHz-en és a 17 570 kHz-en sugároz. |
| Klasszik Rádió             | Komolyzene                                        | Budapest és környéke                                                             | |
| Klubrádió                  | Politika                                          | Online                                                                           | Az analóg adása 2021. február 14-én megszűnt, frekvenciáját a Spirit FM vette át. Adása jelenleg csak az interneten hallható. |
| Kolozsvári Rádió           | Regionális, nemzetiségi rádió                     | Kolozsvár és környéke, Románia                                                   | Középhullámon a 909 kHz-en, 1404 kHz-en, 1593 kHz-en sugároz. |
| Korona FM100 (KORONAfm100) | Könnyűzene                                        | Kalocsa és környéke                                                              | A Korona Rádió utódja. |
| Korona Rádió               | Könnyűzene                                        | Kalocsa és környéke                                                              | 1999. április 1-én indult. A Korona FM100 elődje. |
| Kossuth Rádió              | Hírek, kulturális, tudományos és közéleti műsorok | Országos                                                                         | Magyarország legelső rádiója. |
| Kreatív Rádió              | Könnyűzene                                        | Vaja és környéke                                                                 | A frekvencián jelenleg a Ha-Jó Rádió sugároz. |
| Körmend FM                 | Könnyűzene                                        | Körmend és környéke                                                              | |
| Kunság Rádió               | Könnyűzene                                        | Kiskőrös és környéke                                                             | A frekvencián jelenleg a Magyar Katolikus Rádió sugároz. |

## L
| Név            | Profil                    | Vételi terület | Megjegyzés |
| -------------- | ------------------------- | --- | --- |
| Lajta Rádió    | Információk, könnyűzene   | Mosonmagyaróvár és környéke | 2002. július 20-án indult és 2012. november 23-án szűnt meg. Frekvenciáját 2012 és 2014 között az Ozone FM használta. Ezen a frekvencián jelenleg semmi sem szól. |
| Lakihegy Rádió | Könnyűzene                | Szigetszentmiklós és környéke | |
| Lánchíd Rádió  | Polgári konzervatív rádió | Balatonfüred, Budapest, Dunaújváros, Győr, Kaposvár, Keszthely, Pécs, Siklós, Szeged, Székesfehérvár, Szigetvár, Szombathely, Tatabánya, Zalaegerszeg és környékük | 2007. március 15-én indult és 2018. április 11-én szűnt meg. Frekvenciáit (a budapesti és a keszthelyi kivételével) a Karc FM vette át.                           |
| Laza Rádió     | Könnyűzene                | Online | A rádió 2005 december 5-én kezdte el a műsorok sugárzását. |
| Lépés Rádió    | Könnyűzene                | Online | A rádió 2009-ben indult. Adása jelenleg csak az interneten hallható.                                                                                              |
| Luxfunk Radio  | Funky, rap, soul és R&B   | Online | |

## M
| Név                      | Profil                                    | Vételi terület | Megjegyzés |
| ------------------------ | ----------------------------------------- | --- | --- |
| Magyar Evangéliumi Rádió | Vallási műsorok                           | Magyarország | Középhullámon az 1548 kHz-en sugároz. |
| Magyar FM                | Magyar könnyűzene                         | Budapest és környéke | 2018. június 15-én indult és 2019. február 25-én 00:00-kor szűnt meg. Frekvenciáját a Best FM vette át. |
| Magyar Katolikus Rádió   | Keresztény világnézet, életfelfogás       | Budapest, Debrecen, Dunaföldvár, Esztergom, Kalocsa, Kaposvár, Kiskőrös, Komló, Mór, Orosháza, Pécs, Sárbogárd, Sopron, Székesfehérvár, Szekszárd, Szombathely, Tapolca, Vác, Veszprém, Zalaegerszeg és környékük | |
| MagyaROCK Rádió          | Rock zene                                 | Online | |
| Marosvásárhelyi Rádió*   | Könnyűzene                                | Brassó, Csíkszereda, Maroshévíz, Marosvásárhely és környékük | |
| Manna FM                 | Könnyűzene                                | Budapest és környéke | 2019. február 5-én indult a budapesti 98,6 MHz-en, amit korábban az EstFM 98.6, a Radiocafé 98.6 és a Dankó Rádió használt. |
| MaxiRádió                | Könnyűzene                                | Gyöngyös | |
| Mária Rádió              | Katolikus rádió                           | Globális | |
| Mediterrán Rádió         | ?                                         | Pécs és környéke | 2009. december 17-én éjfélkor megszűnt. A frekvencián jelenleg a Magyar Katolikus Rádió sugároz. |
| Mega Rádió               | Retro                                     | Online | 2017-ben indult és 2023-ban Békéscsabán, majd 2024-ben Orosházán megszűnt, előbbi frekvencián a Start Rádió, míg utóbbin az OrosFM hallható. Így adása márcsak Gyulán és online hallható.                                          |
| MegaDance Rádió          | Könnyűzene                                | Online | 2004. november 15-én indult. Magyarország legrégebbi, interneten elérhető rádiója. |
| Megafon FM               | Könnyűzene                                | Balassagyarmat, Vác és környékük | |
| Mercy Rádió              | Magyar könnyűzene                         | Online | |
| Metro FM                 |                                           | | |
| Média 6 Rádió            | Könnyűzene                                | Szeged, Szentes és környékük | 1998-ban indult. 2001-ben beolvadt a Juventus Rádió hálózatába, ezáltal megszűnt. Frekvenciáit 2005 és 2011 között a Rádió Plusz használta. A szegedi frekvencián jelenleg a Hír FM, míg a szentesin a Retro Rádió adása hallható. |
| Méliusz Rádió            | Kisközösségi                              | Debrecen | |
| Méz Rádió                | Könnyűzene                                | Veszprém és környéke | A Jam Rádió utódja. 2011 augusztus 22-én indult. 2023. június 26-án beolvadt a Sláger FM hálózatába, ezáltal megszűnt. |
| Mix Rádió                | Könnyűzene                                | Online | |
| Muravidéki Magyar Rádió  | Regionális, nemzetiségi rádió, könnyűzene | Muravidék, Szlovénia | Középhullámon, az 558 kHz-en sugároz. Sugárzási ideje korábban 05.30 és 24.00 között volt, mára 24 órás (éjjel csak zenét sugároz).                                                                                                |
| Music FM                 | Könnyűzene                                | Budapest és környéke | 2012. március 7-én indult és 2019. február 7-én szűnt meg. Frekvenciáját a Rádió 1 vette át. |
| Mustár FM                | Kisközösségi                              | Nyíregyháza | 2007. november 25-én indult. |
| Muzsik 1                 | Könnyűzene, Retro, jazz                   | Mosonmagyaróvár környéke | 2021 vége felé lehetett hallani. Eleinte RezedaFM néven volt ismert. Most a 92.7 Mhz-en hallható |

## N
| Név                 | Profil                          | Vételi terület                                                             | Megjegyzés |
| ------------------- | ------------------------------- | -------------------------------------------------------------------------- | --- |
| N-Joy Classic       | Retro                           | Kaposvár és környéke                                                       | A frekvencián jelenleg a Magyar Katolikus Rádió sugároz. |
| N-Joy Rádió         | Könnyűzene                      | Budapest, Dombóvár, Letenye, Marcali, Szigetvár, Zalaegerszeg és környékük | [ 13 ] |
| N-Joy Rádió (2024-) | Könnyűzene                      | Marcali és környéke                                                        | A Rádió Plusz helyén indul volna, de egyelőre nem tudni mikor indul. |
| Nap Rádió           | Könnyűzene                      | Sopron és környéke                                                         | |
| Nemzeti Sportrádió  | Sport                           | Budapest és környéke                                                       | 2024. június 14-én indult. A Sportrádió utódja, miután a Közmédiához került a Nemzeti Sport.                                                                              |
| Nemzetiségi adások  | Kisebbségekkel foglalkozó rádió | Országos                                                                   | |
| Neo FM              | Könnyűzene                      | Országos                                                                   | 2009. november 19-én indult a Sláger Rádió egykori frekvenciacsomagján és 2012. november 9-én szűnt meg. Frekvenciáit (a Budapesti kivételével) a Kossuth Rádió vette át. |
| Next FM             | Könnyűzene                      | Online                                                                     | |
| Nonstop Rádió       | Könnyűzene                      | Online                                                                     | 2017. augusztus 1-én indult. A Danubius Rádió elődje. |
| Nosztalgia Rádió    | Retro                           | Online                                                                     | |

## Ny
| Név          | Profil     | Vételi terület          | Megjegyzés                                                                                       |
| ------------ | ---------- | ----------------------- | ------------------------------------------------------------------------------------------------ |
| Nyugat Rádió | Könnyűzene | Szombathely és környéke | 2005-ben indult, és 2016. március 31-én szűnt meg. A frekvencián jelenleg a Mária Rádió sugároz. |

## O
| Név                  | Profil     | Vételi terület       | Megjegyzés |
| -------------------- | ---------- | -------------------- | --- |
| Oldies Rádió         | Retro      | Online és műholdon   | |
| Oltalom Rádió        | Könnyűzene | Online               | |
| Orient Rádió Szentes | Könnyűzene | Szentes és környéke  | A frekvencián jelenleg a Retro Rádió sugároz. |
| Oros FM              | Könnyűzene | Orosháza és környéke | 2024. szeptemberében indult a Mega Rádió helyén. |
| Oxygen FM            | Könnyűzene | Győr és környéke     | A BMC Rádió utódja, az Ozone FM elődje. 2021. tavaszán Oxygen Music néven indult újra az adás. |
| Oxygen Music         | Könnyűzene | Online               | 2021. tavaszán ezen a néven indult újra az adás. a főcsatorna mellett további 17 zenei csatorna is hallgatható. Hivatalos adása 2021 július 21.-én indult.                                                         |
| Ozone FM             | Könnyűzene | Online               | Korábbi nevei: BMC Rádió, Oxygen FM. Analóg adása 2016. november 14-én megszűnt. Frekvenciáit (a Kiskőrösi és a Mosonmagyaróvári kivételével) a Rádió 1 vette át. 2021. tavaszán internetes rádióként tért vissza. |

## P
| Név               | Profil                            | Vételi terület                   | Megjegyzés |
| ----------------- | --------------------------------- | -------------------------------- | --- |
| Paks FM           | Könnyűzene                        | Paks és környéke                 | A Fortuna Rádió utódja. |
| Panda Rádió       | Könnyűzene                        | Magyarkanizsa, Szeged            | |
| Pannon Rádió      | Magyar könnyűzene                 | Budapest és környéke             | 2000. augusztus 20-án indult |
| Panoráma Rádió    |                                   | Sopron és környéke               | |
| Paprika Rádió*    | Könnyűzene                        | Kolozsvár és környéke            | |
| Parlamenti adások | Parlamenti ülések, jazz           | Online                           | |
| Part FM           | Könnyűzene                        | Balaton környéke                 | 2012. decemberében indult. 2020. június 15-én 7 év után megszűnt. Frekvenciáit a Rádió 1 vette át. |
| Part Rádió        | Könnyűzene                        | Balatonalmádi és környéke        | |
| Parti Rádió       | Könnyűzene                        | Abádszalók és környéke           | A frekvencián jelenleg a Rádió 1 sugároz. |
| Party FM          | Könnyűzene                        | Kiskunhalas és környéke          | A frekvencián jelenleg a Halas Rádió sugároz. |
| Pátria Rádió      | Regionális, nemzetiségi rádió     | Szlovákia                        | Középhullámon 702 kHz-en és 1098 kHz-en, URH-n 89,6 MHz-en, 91,4 MHz-en, 98,9 MHz-en és 102,4 MHz-en sugároz. 1928. december 16. óta működő nemzetiségi rádió. |
| Pelikán Rádió     | Kereskedelmi                      | Gödöllő és környéke              | Frekvenciáját 2012-ben a Radio Face használta. Ezen a frekvencián jelenleg semmi sem szól. |
| Penta Rádió       | Kereskedelmi                      | Dunaújváros és környéke          | A Rádió 24 elődje. |
| Periszkóp Rádió   | Könnyűzene                        | Pécs                             | |
| Petőfi Rádió      | Könnyűzene                        | Országos                         | A Magyar Rádió második csatornájaként indult 1933-ban. Kezdetben a Budapest II nevet használta, 1949-ben vette fel Petőfi Sándor nevét. 2007-ben a Magyar Rádió megreformálását célzó program keretében fiataloknak szóló könnyűzenei adóvá vált. Innentől 2011 végéig korábbi neve mellett az MR2 megnevezést is használták az adó azonosításához. Zenei kínálatát egészen 2015-ig az urban, alternatív rock, world és lounge irányvonal jellemezte, 2015 végétől azonban fokozatosan bevezették a CHR/TOP40 formátumot. A zenei átalakulás lezárásaként 2016. május 30-án lecserélték az arculatot, és új műsorstruktúrát vezettek be, valamint a műsorvezetők nagy részét is lecserélték. |
| Pécs FM           | Könnyűzene                        | Pécs és környéke                 | 2019. január 28-án 06:00-kor indult. 2021. augusztus 1-én éjfélkor hálózatba kapcsolódott a Best FM-mel. Így a 24 órás rádió adása 2 év után megszűnt. A 101.7 Best FM napi 3 óra (15:00-18:00 között) helyi műsorral hallható. |
| Pilis Rádió       | Könnyűzene                        | Szentendre és környéke           | 1995 augusztusában indult a szentendrei 91,1 MHz-en. |
| Piliscsaba Rádió  | Könnyűzene                        | Piliscsaba és környéke           | A frekvencián jelenleg a Mária Rádió sugároz. |
| Plusz FM*         | Könnyűzene                        | Margitta, Nagyvárad és környékük | |
| Pont FM           | Rock zene                         | Budapest és környéke             | Magyarország első rockrádiója volt. Kezdetben sportműsorokat is, később már csak rockzenét sugárzott. Frekvenciáját 2008 és 2011 között a Rise FM, 2011 és 2012 között a Radio Face használta, 2012-től pedig az Inforádió sugároz rajta. |
| Pont Rádió        | Könnyűzene                        | Mezőtúr és környéke              | 2005-ben indult és 2022-ben hallgatott el. |
| Pop FM            | Könnyűzene                        | Országos                         | A Class FM (korábban Danubius Rádió) egykori frekvenciacsomagján indult volna, de később a nyertes cég kérelme alapján a Retro Rádió nevével indult el. |
| Profi Rádió*      | Könnyűzene                        | Kézdivásárhely és környéke       | |
| Publikum Rádió    | Könnyűzene, beszélgetős programok | Pécs és környéke                 | 1995 és 1996 között sugárzott a pécsi 101,2 MHz-es frekvencián. |
| Pulzus FM 92.1*   | Könnyűzene                        | Beregszász és környéke           | Kárpátalja részben magyar nyelvű regionális rádiója. |
| Pulzus Rádió      | Könnyűzene                        | Kalocsa és környéke              | A frekvencián jelenleg a Korona FM100 sugároz. |

## R
| Név                             | Profil                                                                        | Vételi terület                                            | Megjegyzés |
| ------------------------------- | ----------------------------------------------------------------------------- | --------------------------------------------------------- | --- |
| Radio Burgenland                | Regionális, nemzetiségi                                                       | Burgenland, Ausztria                                      | A magyar nyelvű adás megnevezése: Magyar hírmagazin. Az URH adás 93,5 MHz-en és 96,2 MHz-en fogható. |
| Radiocafé                       | Ifjúsági                                                                      | Budapest és környéke                                      | Az EstFM utódja. 2011. május 17-én megszűnt. Frekvenciáját 2012 és 2014 között a Dankó Rádió használta, 2019-től pedig a Manna FM sugároz rajta. 2022. november 4.-én visszatért az FM 98,0 MHz-en. |
| Radio Deejay                    | Könnyűzene                                                                    | Budapest és környéke                                      | 2001 és 2006 között sugárzott a budapesti 92,9 MHz-en. Frekvenciáját 2014 és 2021 között a Klubrádió használta, 2021-től pedig a Spirit FM sugároz rajta. |
| Radio Face                      | Könnyűzene                                                                    | Online                                                    | |
| Radio Focus                     | Könnyűzene                                                                    | Salgótarján és környéke                                   | 1996. március 23-án indult. 2017. június 7-én 17:00-kor beolvadt a Rádió 1 hálózatába, ezáltal 21 év után megszűnt. |
| Radio Inside                    | Elektronikus zene                                                             | Budapest                                                  | |
| Radio Sense                     | House zene                                                                    | Online                                                    | 2020. május 30-án indult. |
| Rábaköz Rádió                   | Könnyűzene                                                                    | Kapuvár és környéke                                       | |
| Rádió 1                         | Könnyűzene                                                                    | Országos                                                  | 2012-ben elvesztette budapesti frekvenciáját, és csak két megyében volt hallható. 2016-ban sikerült újraindítani az adást, és jelenleg Magyarország egyik legnépszerűbb rádiója. |
| Rádió 6                         | Könnyűzene                                                                    | Érd és környéke                                           | A Rádió Junior utódja. 2014. február 21-én megszűnt. Frekvenciáját az Érd FM 101.3 vette át. |
| Rádió 7                         | Könnyűzene                                                                    | Hódmezővásárhely, Makó, Kistelek                          | |
| Rádió 8                         |                                                                               |                                                           | |
| Rádió 98,4                      |                                                                               |                                                           | |
| Rádió 17                        | Könnyűzene                                                                    | Budapest XVII. kerülete                                   | 1997-ben indult. |
| Rádió 21                        | Kereskedelmi                                                                  | Szolnok és környéke                                       | A frekvencián jelenleg a Rádió 1 sugároz. |
| Rádió 24                        | Kereskedelmi                                                                  | Dunaújváros és környéke                                   | A Penta Rádió utódja. A Dunaújvárosi Főiskola kereskedelmi rádiója. |
| Rádió 35                        | Kereskedelmi                                                                  | Tiszaújváros és környéke                                  | A frekvencián jelenleg a Rádió M sugároz. |
| Rádió 47                        | Kereskedelmi                                                                  | Orosháza és környéke                                      | 1995-ben indult a Zenit Rádióval osztott frekvencián. A frekvencián jelenleg a Magyar Katolikus Rádió sugároz. |
| Rádió 88                        | Kereskedelmi                                                                  | Csongrád-Csanád megye                                     | |
| Rádió 97                        | Könnyűzene                                                                    | Kiskőrös és környéke                                      | 2020. december 1-én indult a kiskőrösi 97 MHz-en, amit korábban a Fresh Rádió és az Ozone FM használt. |
| Rádió 451                       | Könnyűzene                                                                    | Szentes és környéke                                       | 2012. augusztus 3-án indult és 2019. júniusában szűnt meg. |
| Rádió 2000                      | Könnyűzene                                                                    | Szolnok és környéke                                       | 2009. július 1-én beolvadt a Rádió 1 hálózatába, ezáltal megszűnt. |
| Rádió Angel                     | Könnyűzene                                                                    | Tapolca és környéke                                       | A frekvencián jelenleg a Magyar Katolikus Rádió sugároz. |
| Rádió Aktív                     | Könnyűzene                                                                    | Gödöllő, Pécs, Sátoraljaújhely és környékük               | A pécsi frekvencián jelenleg a Hír FM, míg a sátoraljaújhelyin az Európa Rádió adása hallható. |
| Rádió Antritt                   | Könnyűzene                                                                    | Szekszárd és környéke                                     | 1994. február 28-án indult. |
| Rádió B                         | Könnyűzene                                                                    | Online                                                    | |
| Rádió Bridge                    | Könnyűzene                                                                    | Budapest és környéke                                      | 1989. július 11-én indult és 2002. december 26-án szűnt meg. Frekvenciáját 2002 és 2011 között a Sztár FM használta, 2011-től pedig a Magyar Katolikus Rádió sugároz rajta. |
| Rádió C                         | Roma kultúra, művészet, gasztronómia, hírek, kívánságműsor                    | Budapest és környéke                                      | 2001-ben indult az FM 88.8-as frekvencián és 10 év után, azaz 2011-ben szűnt meg. Frekvenciáját a Mária Rádió vette át. |
| Rádió Cell                      | Könnyűzene                                                                    | Celldömölk és környéke                                    | 2006. augusztus 12-én indult a 98,8 MHz-en és 2010. január 1-én szűnt meg. |
| Rádió Dabas                     | Könnyűzene                                                                    | Dabas és környéke                                         | |
| Rádió Dikh                      | Roma kultúra, művészet, gasztronómia, hírek, kívánságműsor                    | Budapest és környéke, online                              | 2022. január 3-án indult, a budapesti 100,3 MHz-en, amit korábban a Rádió 1 és a Lánchíd Rádió használt. |
| Rádió Diósgyőr                  | Kisközösségi                                                                  | Diósgyőr                                                  | |
| Rádió Eger                      | Könnyűzene                                                                    | Eger és környéke                                          | 1994. május 15-én indult. 2017. június 1-én beolvadt a Rádió 1 hálózatába, ezáltal megszűnt. |
| Rádió Eper                      | House zene                                                                    | Miskolc és környéke                                       | 2008. szeptember 15. és 2012. március 1. között sugárzott a miskolci 92,4 MHz-en és online. |
| Rádió Express                   | Könnyűzene                                                                    | Encs, Sárospatak, Szikszó, Telkibánya, Tokaj és környékük | 2007. szeptember 12-én indult. |
| Rádió FM95                      | Könnyűzene                                                                    | Debrecen és környéke                                      | A Best FM elődje. |
| Rádió Fun                       | Könnyűzene                                                                    | Debrecen, Hajdúböszörmény, Hajdúszoboszló és környékük    | 2007. december 6-án indult és 2010. április 30-án szűnt meg. A hajdúböszörrményi és a hajdúszobolszlói frekvencián jelenleg a Rádió 1 hallható, a debreceni frekvencián jelenleg semmi sem szól. |
| Rádió Füzes                     | Kisközösségi                                                                  | Füzesabony                                                | |
| Rádió GaGa (Észak-Magyarország) | Könnyűzene, sport                                                             | Online                                                    | 1999. március 14-én indult. 2001 októberében beolvadt a Juventus Rádió hálózatába, ezáltal megszűnt. Miskolci frekvenciáját 2013 és 2016 között az Ozone FM használta, 2016-tól pedig a Rádió 1 sugároz rajta. A kazincbarcikai és ózdi frekvencián jelenleg a Rádió M adása hallható. A rádió később internetes rádióként tért vissza. |
| Rádió GaGa (Marosvásárhely)*    | Pop-rock zene                                                                 | Marosvásárhely és környéke                                | 1999. október 15-én indult. |
| Rádió Gilvánfalva               | Kisközösségi                                                                  | Gilvánfalva                                               | |
| Rádió Gyömrő                    | Könnyűzene                                                                    | Gyömrő és környéke                                        | A Gong Rádióval osztott frekvencián sugárzott 18:00 és 06:00 között. |
| Rádió Győr                      | Könnyűzene                                                                    | Győr és környéke                                          | 2004-ben beolvadt a Rádió 1 hálózatába, ezáltal megszűnt. |
| Rádió Gyula                     | Könnyűzene                                                                    | Gyula és környéke                                         | A frekvencián jelenleg a Dankó Rádió sugároz. |
| Rádió Ice                       | Retro                                                                         | Online                                                    | |
| Rádió Isis (Sárvári adás)       | Könnyűzene                                                                    | Sárvár és környéke                                        | A Sárvári frekvencián jelenleg a Sárvár Rádió adása hallható, míg a körmendi frekvencián a Körmend FM adása hallható. |
| Rádió Jászberény                | Könnyűzene                                                                    | Jászberény és környéke                                    | A Trió FM elődje. |
| Rádió Junior                    | Könnyűzene                                                                    | Érd és környéke                                           | 2002-ben indult. A Rádió 6 elődje. |
| Rádió Kokó                      | Könnyűzene                                                                    | Marosvásárhely                                            | 2024-ben indult. |
| Rádió M                         | Könnyűzene                                                                    | Kazincbarcika, Miskolc, Ózd, Tiszaújváros és környékük    | |
| Rádió Majsa 88                  | Könnyűzene                                                                    | Kiskunmajsa és környéke                                   | A frekvencián jelenleg a Rádió 1 sugároz. |
| Rádió Max                       | Könnyűzene                                                                    | Online                                                    | A frekvencián jelenleg a Karc FM sugároz. |
| Rádió Mi                        | Könnyűzene                                                                    | Online                                                    | |
| Rádió Mohács                    | Könnyűzene                                                                    | Mohács és környéke                                        | |
| Rádió Most                      | Könnyűzene                                                                    | Kaposvár és környéke                                      | 2013. július 1-én indult. |
| Radio Monošter                  | Könnyűzene                                                                    | Felsőszölnök, Szentgotthárd és környékük                  | |
| Rádió Pápa                      | Könnyűzene                                                                    | Pápa és környéke                                          | 2022. április 18.-án indult a 95,7 MHz-es frekvencián. |
| Rádió Plusz (2005–2011)         | Kereskedelmi, könnyűzene                                                      | Szeged, Szentes és környékük                              | 2005. július 11.-én indult a szegedi 100,2 MHz-es és a szentesi 95,7 MHz-es frekvencián, amit korábban a Juventus Rádió használt. A rádió 2011. június 16-án 6 év után hallgatott el. Szegedi frekvenciáját a Hír FM, míg a szentesit a Retro Rádió vette át.                                                                           |
| Rádió Plusz (2021–2023)         | Könnyűzene                                                                    | Dombóvár, Marcali és környékük                            | 2021. szeptember 1-én 10 év után indult a Marcali a 88 MHz-en, míg a dombóvári adás 1 ével később a 95,3 MHz-en. 2023. február 14.-én a marcali adás, míg április 23.-án a dombóvári adás megszűnt. A marcali frekvencián az N-Joy Rádió tér vissza.                                                                                    |
| Rádió Q                         | Közlekedés, fogyasztóvédelem                                                  | Budapest és környéke                                      | 2007-ben indult, 2017. december 18-án felfüggesztette adását. Frekvenciáját 2017 és 2018 között az akkor még körzeti Retro Rádió, 2018 és 2019 között a Magyar FM használta, 2019-től pedig a Best FM sugároz rajta. A rádió jelenleg csak az interneten hallható Rádió Quarantine néven.                                               |
| Rádió Quarantine                | Közlekedés, fogyasztóvédelem                                                  | Online                                                    | |
| Református Rádió                |                                                                               |                                                           | 2001, az Európa Rádió jogosultságának az árvételével |
| Rádió Rock 95,8                 | Rock zene                                                                     | Budapest és környéke                                      | 2016. május 17-én indult. A Rock FM 95.8 elődje. |
| Rádió Smile                     | Retro                                                                         | Kiskunfélegyháza                                          | |
| Rádió Som                       | Könnyűzene                                                                    | Fehérgyarmat és környéke                                  | 2011 decemberében indult, és 2023 márciusában szűnt meg. |
| Rádió Sopron                    | Könnyűzene                                                                    | Sopron és környéke                                        | |
| Rádió Sun                       | Könnyűzene                                                                    | Gyomaendrőd                                               | |
| Rádió Szarvas                   | Kultúra                                                                       | Szarvas                                                   | |
| Rádió Szentendre                | Könnyűzene                                                                    | Szentendre                                                | 2012-ben indult. |
| Rádió Szentes                   | Könnyűzene                                                                    | Szentes és környéke                                       | Frekvenciáját 2012 és 2019 között a Rádió 451 használta. Ezen a frekvencián jelenleg semmi sem szól. |
| Rádió Szombathely               | Könnyűzene                                                                    | Szombathely és környéke                                   | 2002-ben indult a 97,1 MHz-es frekvencián és 2013-ban szűnt meg. Frekvenciáját 2014 és 2018 között a Lánchíd Rádió használta, 2020-tól pedig a Hír FM sugároz rajta. |
| Rádió TOP                       | Könnyűzene                                                                    | Kazincbarcika és környéke                                 | 1994-ben indult, 2020. július 15-én megszűnt, helyét a Rádió 1 vette át. |
| Rádió Törökszentmiklós          | Könnyűzene                                                                    | Törökszentmiklós                                          | |
| Rádió Weekend                   | Könnyűzene                                                                    | Online                                                    | Kezdetben csak péntektől vasárnapig sugárzott, 2022. augusztus 16-tól minden nap hallható az adása. |
| Rádió X                         | Könnyűzene                                                                    | Online                                                    | 2020. április 20-án indult. Főként a fiatal generációt célzó közösségi rádió. |
| Radír Rádió                     | Könnyűzene                                                                    | Tatabánya és környéke                                     | 1994. július 15-én indult. A Forrás Rádió elődje. |
| Reflex Rádió                    | Könnyűzene                                                                    | Székesfehérvár és környéke                                | A frekvencián jelenleg a Vörösmarty Rádió sugároz. |
| Régió Rádió                     | Regionális hírek, könnyedebb, szórakoztatóbb jellegű és beszélgetős programok | Erdély                                                    | 2004. május 1-én indult és 2012. december 21-én szűnt meg. Frekvenciáját a Dankó Rádió vette át. 2018 tavaszán azonban újraindult, ezúttal más tulajdonossal és műsorvezetőkkel. |
| Retro FM                        | Retro                                                                         | Nyíregyháza és környéke                                   | 2006 és 2010 között sugárzott a nyíregyházi 103,9 MHz-en. A Retro Rádió elődje. A frekvencián jelenleg a Best FM sugároz. |
| Retro Rádió                     | Retro                                                                         | Országos                                                  | Elsőként 2010-ben, Nyíregyházán jelent meg a Retro FM utódjaként. Később, 2017. december 18-án elindult a budapesti 99,5 MHz-en, majd 2018. június 15-től már országosan hallható. |
| Rise FM                         | Elektronikus zene                                                             | Online                                                    | 2023 vége óta szünetel a rádió |
| Rock FM                         | Rock zene                                                                     | Budapest és környéke                                      | Az FM 103.9 – A ROCK utódja. |
| Rock FM 95.8                    | Rock zene                                                                     | Budapest és környéke                                      | A Rádió Rock 95.8 utódja. 2019. február 2-án 00:00-kor megszűnt. Frekvenciáját a Sláger FM vette át. |
| Rocker Rádió                    | Rock zene                                                                     | Online                                                    | |
| Róna Rádió                      | Könnyűzene                                                                    | Békéscsaba és környéke                                    | Frekvenciáját 1999 óta Start Rádió, 2006 és 2017 között a Rádió 1 használta, 2018-tól pedig a Csaba Rádió sugároz rajta. |
| Roxy Rádió                      | Ifjúsági                                                                      | Budapest és környéke                                      | 1999. februárjában indult és 2011. február 26-án szűnt meg. Frekvenciáját 2016 és 2021 között a Rádió 1 használta, 2022-től pedig a Base FM sugároz rajta. 2023. májusában internetes rádióként tért vissza. |
| Roxy Rádió                      | Könnyűzene                                                                    | Online                                                    | 2023. május 1.-én éjfélkor indult. |
| Radio Z                         | Könnyűzene                                                                    | Online                                                    | A Z generáció rádiója. Dance, Pop, Rap zenékkel. |

## S
| Név                            | Profil                                   | Vételi terület                     | Megjegyzés |
| ------------------------------ | ---------------------------------------- | ---------------------------------- | --- |
| Sárrét FM                      | Könnyűzene                               | Püspökladány és környéke           | |
| Sárrét Rádió                   | Könnyűzene                               | Szeghalom és környéke              | A frekvencián jelenleg a Dankó Rádió sugároz. |
| Sárvár Rádió                   | Könnyűzene                               | Sárvár és környéke                 | 2017. április 5-én indult. |
| Saturnus Rádió                 | Könnyűzene                               | Gyöngyös és környéke               | 1994. december 1-én indult. Gyöngyös első helyi rádiója volt. 2002-ben beolvadt a Juventus Rádió hálózatába, ezáltal megszűnt. Frekvenciáját 2005 és 2011 között a Klubrádió használta. A frekvencián jelenleg a Hír FM sugároz. |
| Sirius Rádió                   | Könnyűzene                               | Online                             | 1996 májusában indult, Kiskunfélegyháza, Kiskunmajsa és környéke rádiója volt. 2018 februárjában megszűnt. Adása jelenleg csak az interneten hallható.                                                                           |
| Sky FM                         | Könnyűzene                               | Online                             | |
| Sky Music Radio                | Könnyűzene                               | Miskolc és környéke                | A miskolci 99,9 MHz-es kábelfrekvencián sugárzott 13:30 és 17:30 között. |
| Sláger FM                      | Könnyűzene                               | Budapest, Veszprém és környékük    | A Juventus Rádió utódja. 2019. február 2-án átköltözött a 95,8 MHz-re. A 103,9 MHz-es frekvencián jelenleg a Rock FM adása hallható.                                                                                             |
| Sláger Rádió                   | Könnyűzene                               | Országos                           | 1998. február 16-án indult. Az analóg adás 2009. november 18-án, míg az online adása 2010. október 28-án szűnt meg. 2015 novemberében Sláger FM-ként indult újra az egykori Juventus Rádió helyén.                               |
| SOLA Rádió                     | Református                               | Budapest és környéke               | 2018. március 1-én indult a budapesti 101,6 MHz-en. |
| Somogy Rádió                   |                                          | Kaposvár és környéke               | Frekvenciáját 1992 és 2012 között az Enjoy Rádió használta, 2013-tól pedig a Rádió Most sugároz rajta. |
| Sopron Rádió                   | Könnyűzene, információk, sporthírek      | Sopron és környéke                 | 2017. június 6-án 21:52-kor megszűnt. Frekvenciáját a Rádió 1 vette át. |
| Spirit FM                      | Magyar könnyűzene, beszélgetős programok | Budapest és környéke               | 2019. szeptember 2-án indult. |
| Sportrádió                     | Könnyűzene, sport                        | Budapest és környéke               | 2022. január 17-én indult az FM 105,9 MHz-es frekvencián, amit korábban a Gazdasági Rádió és a Karc FM használt. Frekvenciáját 2024. június 14-én éjféltől a Nemzeti Sportrádió vette át.                                        |
| Star Rádió (Budapest)          | Retro                                    | Budapest és környéke               | Frekvenciáját 2001 és 2006 között a Radio Deejay, 2014 és 2021 között a Klubrádió használta, 2021-től pedig a Spirit FM sugároz rajta.                                                                                           |
| Star Rádió (Székelyudvarhely)* | Könnyűzene                               | Székelyudvarhely és környéke       | 1999-ben indult. |
| Start Rádió                    | Könnyűzene                               | Békéscsaba és környéke             | 2005-ben szűnt meg, 2023. július 4-én, majd 2024. január 22-én indult újra a Mega Rádió békéscsabai frekvenciáján. |
| SuGo Rádió                     | Könnyűzene                               | Baja és környéke                   | 2010. december 31-én megszűnt. A frekvencián jelenleg a Dankó Rádió sugároz. |
| Sunshine FM                    | Könnyűzene                               | Nyíregyháza, Debrecen és környékük | |

## Sz
| Név                     | Profil                        | Vételi terület                                                                               | Megjegyzés |
| ----------------------- | ----------------------------- | -------------------------------------------------------------------------------------------- | --- |
| Szabadkai Magyar Rádió* | Regionális, nemzetiségi rádió | Délvidék                                                                                     | 2015. november 1-én indult. |
| Szakcsi Rádió           | Koncertfelvételek, jazz       | Online                                                                                       | 2024. március 15-én tesztadásként, hivatalos adása 2024. április 30-án indult. |
| Szent István Rádió      | Közszolgálati műsorok, vallás | Eger, Encs, Gyöngyös, Hatvan, Miskolc, Sátoraljaújhely, Tokaj, Törökszentmiklós és környékük | |
| Szent Korona Rádió      | „Nemzeti radikális” rádió     | Online                                                                                       | |
| Széchenyi Rádió         | Forradalom                    | Szeged és környéke                                                                           | 1956. október 26. és november 6. között működött. |
| Szépvíz FM*             | Könnyűzene                    | Csíkszereda és környéke                                                                      | 2011. december 4-én indult. |
| Szlovén Rádió           |                               | Felsőszölnök és környéke                                                                     | |
| Szó-köz Rádió           | Közösségi                     | Szombathely és környéke                                                                      | |
| Szóla Rádió             | Kisközösségi                  | Debrecen                                                                                     | 1996. június 1-én indult. |
| Sztár FM                | Retro                         | Budapest, Miskolc és környékük                                                               | 2002. december 26-án indult. 2011 január 30-án Budapesten, míg Miskolcon december 9-én szünt meg. Budapesti frekvenciáját a Magyar Katolikus Rádió, míg a Miskolcit Csillagpont Rádió vette át. |
| Szünet Rádió            | Könnyűzene                    | Online                                                                                       | |

## T
| Név               | Profil                            | Vételi terület                     | Megjegyzés |
| ----------------- | --------------------------------- | ---------------------------------- | --- |
| T Rádió           | Közszolgálati jellegű             | Miskolc és környéke                | A frekvencián jelenleg a Csillagpont Rádió sugároz.                                                                                                |
| Tamási Rádió      | Könnyűzene                        | Tamási és környéke                 | 2001 augusztusában indult. Azóta hallható a 101,9-es frekvencián, valamint online a tamasiradio.hu felületen és a Tamási Rádió appon (Android/IOS) |
| Tandem Rádió      | Könnyűzene                        | Berettyóújfalu és környéke         | 1995-ben indult. Frekvenciáját 2009 és 2011 között a Rádió Plusz használta. Ezen a frekvencián jelenleg semmi sem szól.                            |
| Tapolca Rádió     | Közszolgálati                     | Tapolca és környéke                | A frekvencián jelenleg a Magyar Katolikus Rádió sugároz.                                                                                           |
| Táska Rádió       | Könnyűzene, beszélgetős programok | Székesfehérvár                     | |
| Temesvári Rádió   | Regionális, nemzetiségi rádió     | Temesvár és környéke, Románia      | Középhullámon, a 630 kHz-en sugároz. |
| Tenkes Rádió      | Könnyűzene                        | Siklós és környéke                 | 2002-ben indult. Frekvenciáját 2014 és 2018 között a Lánchíd Rádió használta, 2020-tól pedig a Hír FM sugároz rajta.                               |
| Tilos Rádió       | Könnyűzene, beszélgetős programok | Budapest és környéke               | az első magyar nonprofit közösségi rádió |
| Tisza Rádió       | Könnyűzene                        | Online                             | 1994-ben indult. Az analóg adása 2011. december 6-án megszűnt. Adása jelenleg csak az interneten hallható.                                         |
| Tisza Rádió Plusz | Könnyűzene                        | Online                             | |
| Tisza-tó Rádió    | Könnyűzene                        | Tiszafüred, Abádszalók és környéke | 2013 októberében indult és 2017 nyarán szűnt meg. A 88,7 és a 89,2 MHz-es frekvencián jelenleg a Rádió 1 hallható.                                 |
| Tordas Rádió      | Könnyűzene                        | Online                             | 2000. március 15-én indult. Tordasi frekvenciáját 2012-ben veszítette el, azóta csak interneten fogható.                                           |
| Torony Rádió      | Könnyűzene                        | Békés és környéke                  | 1995-ben indult a békési 94,4 MHz-en és 2021-ben szűnt meg. Ezen a frekvencián jelenleg semmi sem szól.                                            |
| Top FM            | Könnyűzene                        | Gyula és környéke                  | 1996-ban indult. A frekvencián jelenleg a Dankó Rádió sugároz. Később internetes rádióként tért vissza.                                            |
| Trend FM          | Könnyűzene, kultúra, üzlet, sport | Budapest és környéke               | A Gazdasági Rádió utódja. |
| Trió FM           | Könnyűzene                        | Jászberény és környéke             | |

## U, Ú
| Név                | Profil       | Vételi terület        | Megjegyzés |
| ------------------ | ------------ | --------------------- | --- |
| Új Rádió Esztergom | Kereskedelmi | Esztergom és környéke | 1996. december 11-én indult. Frekvenciáját 2005 és 2011 között a Klubrádió használta, 2011-től pedig a Forrás Rádió sugároz rajta. |
| Universum Rádió    | Kereskedelmi | Debrecen és környéke  | Frekvenciáját 2000 és 2013 között a Rádió 1 használta, 2013-tól pedig a Magyar Katolikus Rádió sugároz rajta.                      |

## V
| Név              | Profil                            | Vételi terület               | Megjegyzés                                 |
| ---------------- | --------------------------------- | ---------------------------- | ------------------------------------------ |
| Vár FM           | Könnyűzene                        | Kisvárda és környéke         | A frekvencián jelenleg a Friss FM sugároz. |
| Velence Rádió    | Könnyűzene                        | Online                       |                                            |
| Vox FM*          | Könnyűzene                        | Székelykeresztúr és környéke |                                            |
| Völgység Rádió   | Kábelrádió                        | Bonyhád és környéke          |                                            |
| Vörösmarty Rádió | Könnyűzene, beszélgetős programok | Székesfehérvár és környéke   |                                            |

## Y
| Név             | Profil            | Vételi terület                                                                     | Megjegyzés                                                          |
| --------------- | ----------------- | ---------------------------------------------------------------------------------- | ------------------------------------------------------------------- |
| Yo! Rádió       | Könnyűzene, Retro | Velence, Várpalota, Balatonalmádi, Balatonföldvár, Tapolca, Sárbogárd és környékük | A sárbogárdi frekvencián jelenleg a Magyar Katolikus Rádió sugároz. |
| Youventus Rádió | Könnyűzene, Retro | Online                                                                             | A Juventus Rádió utódja.                                            |

## Z
| Név                | Profil       | Vételi terület              | Megjegyzés                                                                                           |
| ------------------ | ------------ | --------------------------- | --- |
| Zebrádió           | Könnyűzene   | Online                      | |
| Zelka Göcsej Rádió | Kábelrádió   | Zalaegerszeg és környéke    | |
| Zemplén FM         | Könnyűzene   | Sátoraljaújhely és környéke | 2021. február 1-én indult.                                                                           |
| Zenit Rádió        | Könnyűzene   | Orosháza és környéke        | A Rádió 47-el osztott frekvencián működött. A frekvencián jelenleg a Magyar Katolikus Rádió sugároz. |
| Zöld Rádió         | Kisközösségi | Erdőkertes                  | |